# Kontrabasist
Kontrabasist je glasbenik, izvajalec na godalni instrument, imenovan kontrabas.